# 台湾鼯鼠
台湾鼯鼠（学名：Petaurista pectoralis）为松鼠科鼯鼠属的动物。分布于台湾等地，常见于热带森林。该物种的模式产地在台湾西南部。